# Comuna Horobriv, Sokal
Horobriv (în ucraineană Хоробрів) este o comună în raionul Sokal, regiunea Liov, Ucraina, formată din satele Horobriv (reședința), Nismîci, Nînovîci și Uhrîniv.

## Demografie
Componența lingvistică a comunei Horobriv
     Ucraineană (99,68%)
     Alte limbi (0,32%)
Conform recensământului din 2001, majoritatea populației comunei Horobriv era vorbitoare de ucraineană (99,68%), existând în minoritate și vorbitori de alte limbi.